# Departamento de Maynas y Quijos
El departamento de Maynas y Quijos (también denominada provincia de Maynas y gobernación de Maynas) fue una circunscripción territorial peruana creada mediante decreto del 26 de abril de 1822 para la elección de diputados al Primer Congreso Constituyente del Perú como ente sucesor de la Comandancia General de Maynas. Fue incorporada al departamento de La Libertad con el decreto del 21 de junio de 1825.

## Zonas que pertenecían a Maynas

### Perú
- Loreto, Perú
- Ucayali, Perú
- San Martín, Perú
- Cajamarca, Perú
- Amazonas, Perú
- Madre de Dios, Perú

### Ecuador
- Pastaza, Ecuador
- Morona Santiago, Ecuador
- Orellana, Ecuador
- Sucumbíos, Ecuador
- Napo, Ecuador

### Colombia
- Amazonas, Colombia
- Putumayo, Colombia
- Caquetá, Colombia

### Brasil
- Amazonas, Brasil
- Acre, Brasil
- Pará, Brasil

### Bolivia
- Pando, Bolivia

## La independencia en Maynas
Luego de la llegada al Perú del general José de San Martín, el gobernador revolucionario de Trujillo, Marqués de Torre Tagle, ofició el gobernador de Maynas, Manuel Fernández Álvarez, para que jurara la independencia, amenazándolo con la suspensión del situado (subvención económica). En diciembre de 1820 el gobernador se retiró con sus tropas de Moyobamba hacia el centro de la gobernación, seguido por el obispo en enero de 1821, debido a la cercanía de las fuerzas patriotas en Chachapoyas. A fines de febrero de 1821 se internaron en territorio portugués, situándose en Tabatinga. El 10 y 11 de abril de 1821 se produjo la invasión patriota a Moyobamba, desde Chachapoyas, pero uno de los invasores, el teniente José Matos, se pasó a los realistas y consiguió el triunfo apoderándose de armas y municiones. El gobernador retornó a Moyobamba y luego emprendió una expedición contra Chachapoyas, siendo derrotado el 6 de junio en la Batalla de Higos Urco por Matea Rimachi, concertándose un armisticio el 20 de julio. El 17 de agosto el gobernador pidió el parecer a una junta de guerra, que decidió que las fuerzas se refugiaran en Tabatinga, entregando la artillería y municiones al comandante portugués. Luego los patriotas juraron el 19 de agosto la independencia en Moyobamba y otros puntos de Maynas.
El Decreto Supremo del 26 de abril de 1822, firmado por el Marqués de Torre Tagle, transformó la Comandancia General de Maynas en el Departamento de Quijos con derecho a elegir diputados. En 1825 Maynas pasó a integrar parte del Departamento de La Libertad. 
En 1822 el Gobierno de Colombia envió al Perú a Joaquín Mosquera a solicitar la restitución de Maynas. El 25 de julio de 1824 el Congreso de la Gran Colombia dictó una ley de división territorial pretendiendo incluir en la Provincia de Pichincha del Departamento de Quito al Cantón de Quijos, según los límites que tenía al tiempo de creación del Virreinato de Nueva Granada. Pretendía incorporar también al Departamento del Azuay la Provincia de Jaén de Bracamoros y Maynas. La negativa peruana a ceder los territorios desencadenó una guerra entre ambos países: La Guerra grancolombo-peruana.
A partir de la ley del 21 de noviembre de 1832 Maynas fue integrada al territorio del nuevo departamento peruano de Amazonas, del cual se separó en 1853, cuando se crea un gobierno político en Loreto.